# Vaccinium tonkinense
Vaccinium tonkinense är en ljungväxtart som beskrevs av Paul Louis Amans Dop. Vaccinium tonkinense ingår i Blåbärssläktet, och familjen ljungväxter. Inga underarter finns listade i Catalogue of Life.